# تپه چنار
تپه چنار مربوط به سده‌های ۷ و ۸ ه.ق است و در شهرستان تفرش، بخش مرکزی، دهستان خرازان، روستای کندج واقع شده و این اثر در تاریخ ۱۸ اسفند ۱۳۸۷ با شمارهٔ ثبت ۲۵۰۰۵ به‌عنوان یکی از آثار ملی ایران به ثبت رسیده است.